# Список умерших в 1166 году

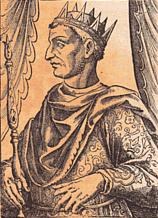
Вильгельм I Злой

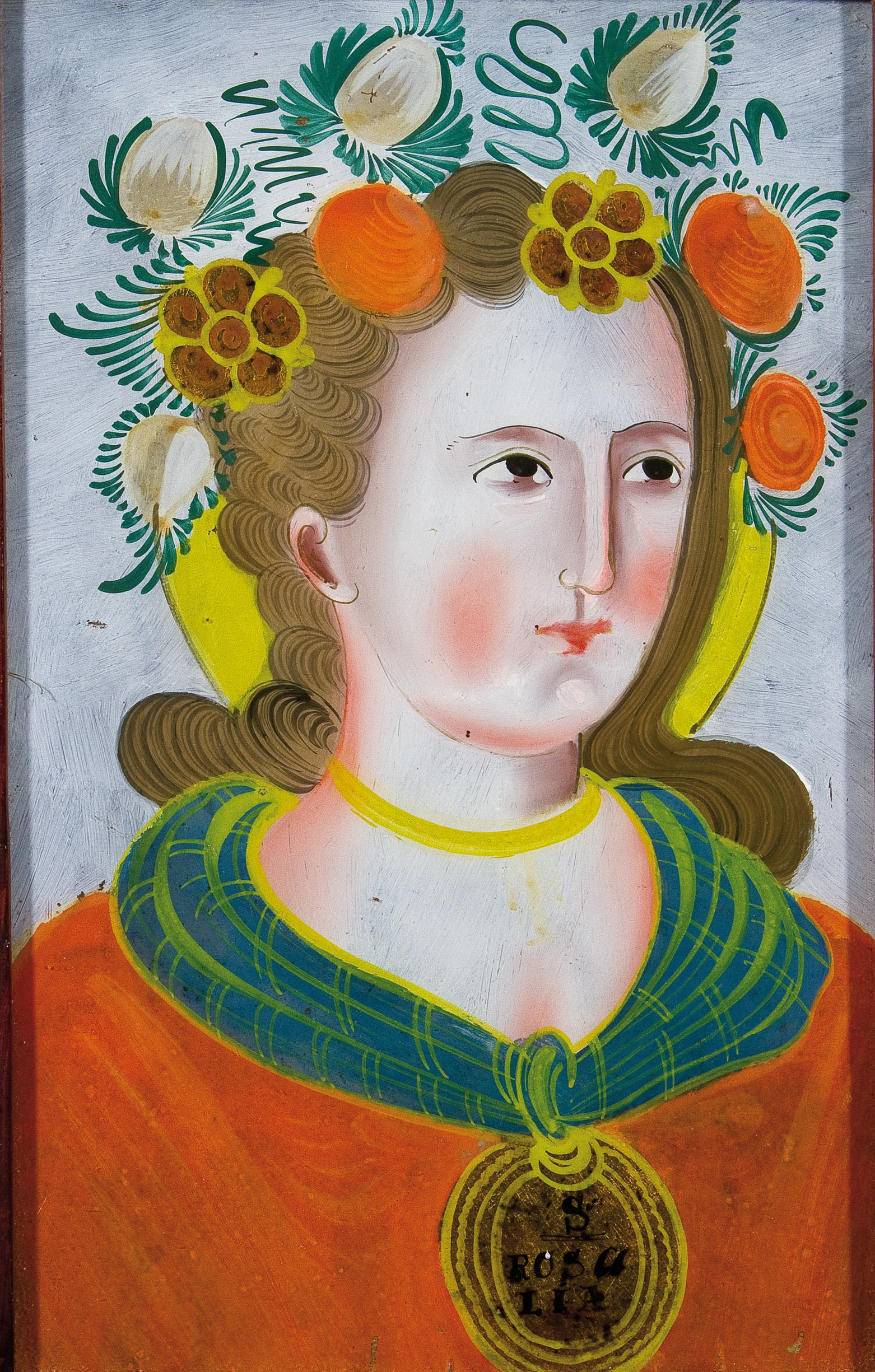
Святая Розалия

Ахмед Ясави

В этой статье представлен список известных людей, умерших в 1166 году.
См. также: Категория:Умершие в 1166 году

## Январь
- 9 января — Хасан II ибн Мухаммед, имам низаритов (1162—1166).
- 15 января — Абдул-Кадир аль-Джилани — персидский ханбалитский проповедник и богослов, суфийский шейх, считается основателем суфийского ордена Кадирийа. Один из наиболее почитаемых суфийских святых.

## Февраль
- 18 февраля — Святой Теотоний[англ.] — основатель Монастыря Святого Креста (1131), основатель и первый приор Ордена регулярных каноников Святого Креста

## Апрель
- 9 апреля — Галеран IV де Бомон, граф де Мёлан — англонормандский аристократ из рода де Бомон, граф де Мёлан и сеньор Бомон-ле-Роже (с 1118 г.), 1-й граф Вустер (c 1138 г.), полководец периода гражданской войны в Англии 1135—1154 гг., участник второго крестового похода.

## Май
- 7 мая — Вильгельм I Злой — князь Таранто (1138—1144), герцог Апулии и Калабрии (1149—1151), король Сицилии (1154—1166)
- 12 мая — Иоанн IV — митрополит Киевский и всея Руси (1164—1166)

## Август
- 23 августа — Коное Мотозане[англ.] — японский государственный деятель, государственный советник кампаку (1158—1165), имперский регент сэссё (1165—1166)
- 31 августа — Роберт[англ.] — епископ Бата (1136—1166)

## Октябрь
- 18 октября — Генрих — герцог Сандомира (1138/1146—1166). Погиб во время похода на пруссов.
- Коллемеццо, Райнальдо ди — кардинал-священник Санти-Марчеллино-э-Пьетро (1140—1166)

## Декабрь
- 26 декабря — Абу Сад ас-Самани — среднеазиатский историк, филолог, законовед (факих) и хадисовед.
- Роберт де Чесни[англ.] — епископ Линкольна (1148—1166).

## Дата неизвестна или требует уточнения
- Ахмед Ясави, поэт-суфий и мистик, национальный святой всех тюркских народов, населяющих Центральную Азию.
- Бозон IV — граф Перигора (с 1149), сеньор де Гриньоль.
- Бульгаро — итальянский юрист.
- Гозлен де Динан — представитель дома де Динан, лорд Ладлоу.
- Госпатрик III — последний граф Лотиан (1138—1166) (его потомки носили титул графов Донбар).
- Григор II Сенекеримян — царь Сюника (1096, 1103 или 1105—1166)
- Григор III Пахлавуни — католикос армянской апостольской церкви в 1113—1166.
- Жоффруа де Мандевиль, 2-й граф Эссекс — граф Эссекс (1156—1166)
- Муйрхертах Мак Лохлайнн — верховный король Ирландии (1156—1166).
- Одинель I де Умфравиль — английский аристократ.
- Раймунд Беренгер II (III) — граф Прованса (1144—1166).
- Святая Розалия — католическая святая, отшельница, покровительница города Палермо и всей Сицилии.
- Святослав Владимирович — князь Вщижский (с 1157).
- Хильберто Гастингский[англ.] — первый епископ Лиссабона.
- Яшоварман II — император Кхмерской империи (1160—1166). Убит